# Anita Muižniece

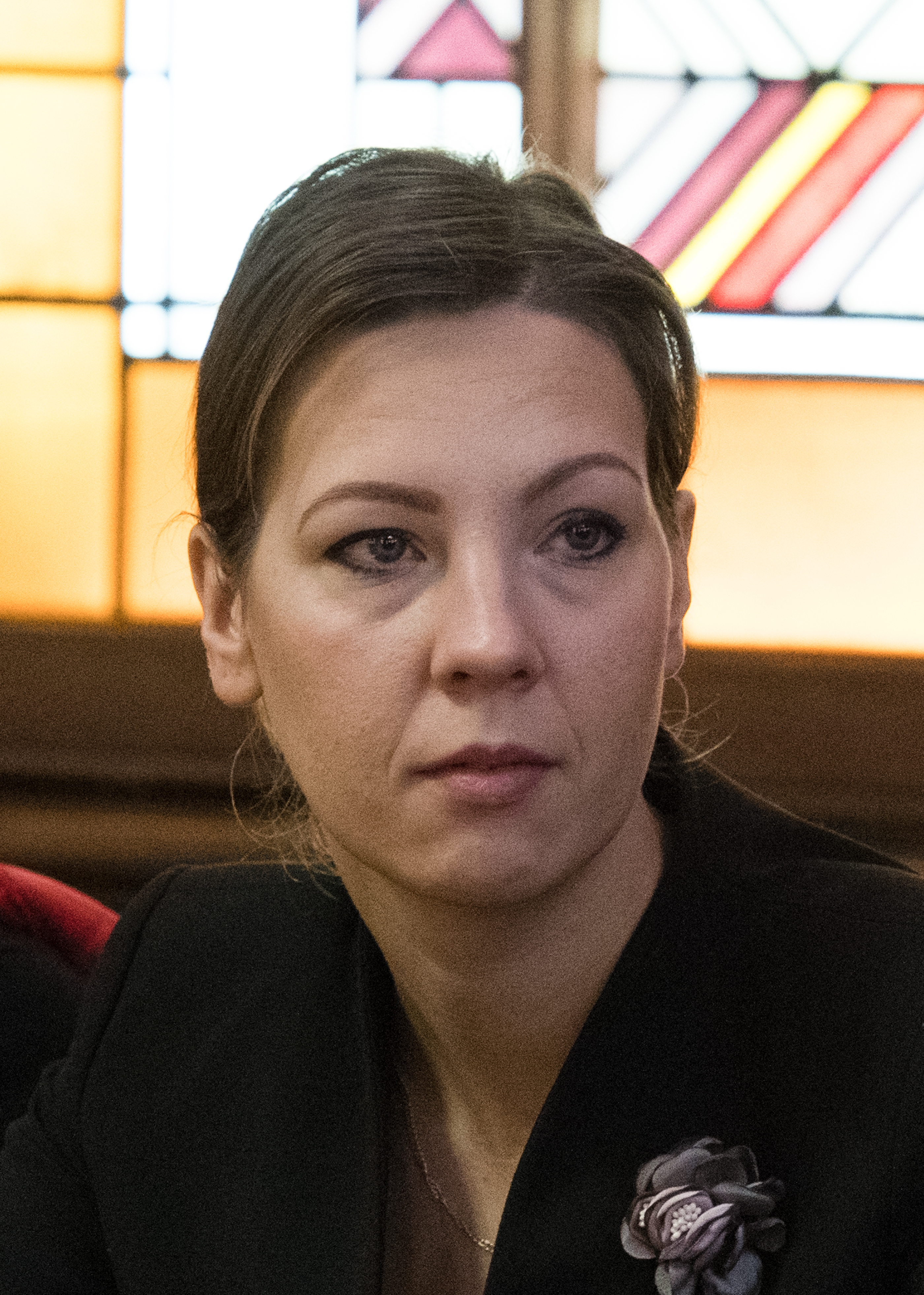
Anita Muižniece, 2018

Anita Muižniece (geboren als Anita Škutāne am 27. November 1987 in Riga) ist eine lettische Pädagogin und Politikerin. Sie war seit 2018 Mitglied der Saeima, des lettischen Parlaments, als Vertreterin der Konservativen Partei (Konservatīvie) (früher Neue Konservative Partei, Jaunā konservatīvā partija) und seit dem 3. Juni 2021 amtierende Ministerin für Bildung und Wissenschaft der Republik Lettland im Kabinett Kariņš I.

## Biografie

### Ausbildung
Anita Škutāne, später Muižniece, wurde 1987 in Riga, der Hauptstadt von Lettland, geboren. Von 2008 bis 2010 besuchte sie die Riga International School of Economics and Business Administration und absolvierte die erste Stufe der Hochschulausbildung in Betriebswirtschaftslehre. Sie studierte anschließend Pädagogik an der Fakultät für Pädagogik, Psychologie und Kunst der Universität Lettlands und erhielt im Jahr 2018 ihren Bachelor-Abschluss. 2019 folgte der Master in Erziehungswissenschaften, ebenfalls von der Universität Lettlands. Bevor sie in die Saeima gewählt wurde, arbeitete sie als Lehrerin an der Grundschule in Daugmale, davor unter anderem bei der Versicherungsgesellschaft Grant Thornton Baltic und beim Elizabete Hotel in Riga.

### Politische Laufbahn

Anita Muižniece in der 13. Saeima (2018)

Im Jahr 2017 kandidierte Muižniece bei den Kommunalwahlen im Bezirk Ķekava auf der Liste der Neuen Konservativen Partei Jaunā konservatīvā partija, wurde jedoch nicht gewählt. Von 2017 bis 2018 war sie Mitglied des Unterausschusses für Kinderangelegenheiten der Verwaltungskommission.
Bei den 13. Saeima-Wahlen am 6. Oktober 2018 kandidierte sie auf der Liste des Wahlkreises Vidzeme der Neuen Konservativen Partei für das Amt einer Saeima-Abgeordneten und wurde in die 13. Saeima gewählt. Vom 23. Januar bis zum 30. Dezember 2019 war sie Parlamentarische Sekretärin des Ministeriums für Bildung und Wissenschaft und seit Oktober 2020 war sie Mitglied des Präsidiums der Fraktion der Neuen Konservativen in der 13. Saeima.
Im Juni 2021, als mehrere Minister in der Regierung von Krišjānis Kariņš ersetzt wurden, wurde Muižniece als Ministerin für Bildung und Wissenschaft eingesetzt und löste damit ihre Parteikollegin Ilga Šuplinska ab. Im Herbst 2022 kandidierte Muižniece bei den 14. Saeima-Wahlen, aber die Liste der Konservativen scheiterte an der 5%-Hürde. Kurz nach den Wahlen, am 13. November, gab sie über Twitter ihren Austritt aus der Partei bekannt. Im Oktober 2024 wurde bekannt, dass sie sich der Partei Latvijas attīstībai angeschlossen hat, um für diese bei den Kommunalwahlen 2025 in Riga anzutreten.